# Electronica
Electronica er en betegnelse for visse former for nyere elektronisk musik. Den defineres som forskellig fra den konservatoriebaserede elektroakustiske musik såvel som fra den mere danseorienterede scene (fx house). Der er altså tale om en genre af lytteorienteret elektronisk musik ofte skabt i computerprogrammer. Musikalsk dækker electronica over mange forskellige udtryk, der dog har en musikalsk legende, mildt eksperimenterende tilgang til fælles. Betegnelsen opstod i den britiske musikpresse i midten af 1990'erne.